# ГЕС Judge Francis Carr
ГЕС Judge Francis Carr — гідроелектростанція у штаті Каліфорнія (Сполучені Штати Америки). Розташована між ГЕС Триніті та ГЕС Спрінг-Крік, входить до складу дериваційного гідровузла, що живиться ресурсом із річки Триніті (дренує західний схил гір Кламат та впадає ліворуч до річки Кламат, яка завершується на узбережжі Тихого океану за пів сотні кілометрів на південь від кордону зі штатом Орегон).
У межах проєкту річку Триніті нижче від однойменної станції перекрили земляною греблею Lewiston висотою 28 метрів, довжиною 227 метрів та товщиною по гребеню 8 метрів. Вона утримує невелике водосховище з об'ємом 18,1 млн м3 та припустимим коливанням рівня між позначками 562 та 580 метрів НРМ.
Зі сховища в південно-східному напрямку прокладено дериваційний тунель довжиною 17,2 км з діаметром 5,3 метра, який проходить під водорозділом та потрапляє в долину Clear Creek, правої притоки річки Сакраменто (дренує північну частину Центральної долини та завершується у затоці Сан-Франциско). Споруджений тут машинний зал обладнаний двома турбінами типу Френсіс потужністю по 77,2 МВт, які працюють при напорі у 18 метрів та в 2017 році забезпечили вироблення 360 млн кВт-год електроенергії.
Відпрацьована вода потрапляє у створене на Clear Creek водосховище Віскітаун-Лейк, звідки спрямовується на наступну станцію каскаду.